# Pseudophilautus regius
Pseudophilautus regius é uma espécie de anfíbio da família Rhacophoridae.
É endémica do Sri Lanka.
Os seus habitats naturais são: matagal árido tropical ou subtropical, matagal húmido tropical ou subtropical e jardins rurais.
Está ameaçada por perda de habitat.